# Mallodon spinibarbe
Mallodon spinibarbe es una especie de escarabajo longicornio del género Mallodon, tribu Macrotomini, subfamilia Prioninae. Fue descrita científicamente por Linné en 1758.

## Descripción
Mide 22-71 milímetros de longitud.

## Distribución
Se distribuye por Argentina, Aruba, Bolivia, Brasil, Costa Rica, Curazao, Dominica, El Salvador, Ecuador, Guyana, Guayana Francesa, Honduras, México, Nicaragua, Paraguay, Perú, San Vicente y las Granadinas, Uruguay y Venezuela.